# コミュニティ・ネットワーク
コミュニティ・ネットワーク株式会社は、旅行会社のビッグホリデーグループ傘下で、主に日本のプレイガイドの一つであるCNプレイガイドの運営にあたる会社である。会社名の略称はCN。
親会社のビッグホリデーとシステムを一部共用化しており、旅行業（観光庁長官登録旅行業第799号）として、タクシー利用客向けにCNホテル予約センターの運営（主に東京都区内のタクシー車内に広告として電話番号掲載）や、後述するCNぷれいBOXを通した各種手配サービスを行っている。これら旅行会社・損害保険代理店を兼業している点が同業他社と異なる特色である。

## CNプレイガイド
チケットぴあに次いで広域プレイガイド事業を開始。
チケットぴあの様な興行チケット販売のみを取り扱うプレイガイド窓口の拠点が少なく、販売代理店である旅行会社やコンビニエンスストアが主な窓口となる形態を取っている。
2006年2月からセブン-イレブン全店でCNプレイガイドのチケット発券が可能になる以前までは、販売拠点が他社に比べて極端に少なく、インターネット上での通信販売（「＠チケット」）や優先予約制度・提携カード（アプラス）の募集が開始されたのが2004年からと、チケットぴあはもとより、後発のローソンチケットやe+など同業他社からサービスの内容で大きく遅れを取る状態であった。
なお、2006年3月からe+もセブン-イレブン全店でのチケット発券が可能になっている。これは、同年4月を以てセブン-イレブンで取扱終了（ただし2010年6月から提携を再開）となったチケットぴあ発券サービスの代用としたからである。また、2011年9月13日からファミリーマート店内の「Famiポート」にて、チケットの代金支払と発券、及び申し込みや代金支払が終わったチケットの発券が可能となった。

### 販売代理店
次の各社と提携している。
- ビッグホリデーの予約端末がある中小規模の提携旅行会社
- 提携プレイガイド窓口
- セブン-イレブン店頭レジ（@チケット上で予約・クレジットカード決済を済ませたチケットの発券のみ。店舗での直接購入は不可。）
- ファミリーマート「famiポート」（2011年9月13日～）

かつては予約・発券の提携先として、以下があったが、現在はいずれも終了している。
- 東日本旅客鉄道（JR東日本）のびゅうプラザ（旅行業端末）1998年8月から2007年8月31日まで。
- 四国旅客鉄道（JR四国）のワープ支店、ワーププラザ 2010年9月30日まで。
- 「CNぷれいBOX」（九州以外のam/pmの店舗と群馬県、栃木県、茨城県、千葉県、埼玉県、長野県のセーブオンに設置〈一部店舗除く〉）セーブオンでは2008年12月12日まで、三重県と関西地区のam/pmでは2010年11月30日まで、その他全てのam/pm設置店舗は2011年3月31日まで。同システムはMMK端末ではなく、備え付けの電話で利用客とCNのオペレーターがやり取りし、オペレーターの遠隔操作によって店舗内のプリンターでチケットやバウチャーの発券を行い、レジで代金を支払うシステムであった。なお、am/pmはファミリーマートと合併し、am/pm店舗は順次ファミリーマートに転換しているが、同年9月13日よりファミリーマートのfamiポートにおいてCNプレイガイドのチケット取り扱いを開始した。

※劇団四季東京公演はJR東日本側が後援として関わっており、「四季劇場びゅう予約センター」として特定の座席枠を確保・販売（MEM端末で発券）しているため、びゅうプラザではCN扱いで同公演の発売を行っていなかった。

## CNぷれいBOX
1995年に設置開始されたam/pm店内の「CNぷれいBOX」で、CNプレイガイドのチケット手配の他、企画旅行（ビッグホリデー・日本旅行、H.I.S）や、手配旅行扱いでANA国内線航空券・レジャーチケット・運転免許や海外旅行傷害保険(AIU保険)の申込・手配を行っている。かつてはセーブオンにも設置されていたが、2008年12月12日限りでサービスを終了している。また、スカイライナー券の発売も行っているが、2010年1月31日22時をもって終了した。

## 会社概要
- 設立：1986年
- 本社所在地：東京都文京区本郷3-19-2 BHビル
- 支店：大阪市西区
- 資本金：2億円